# 大部队

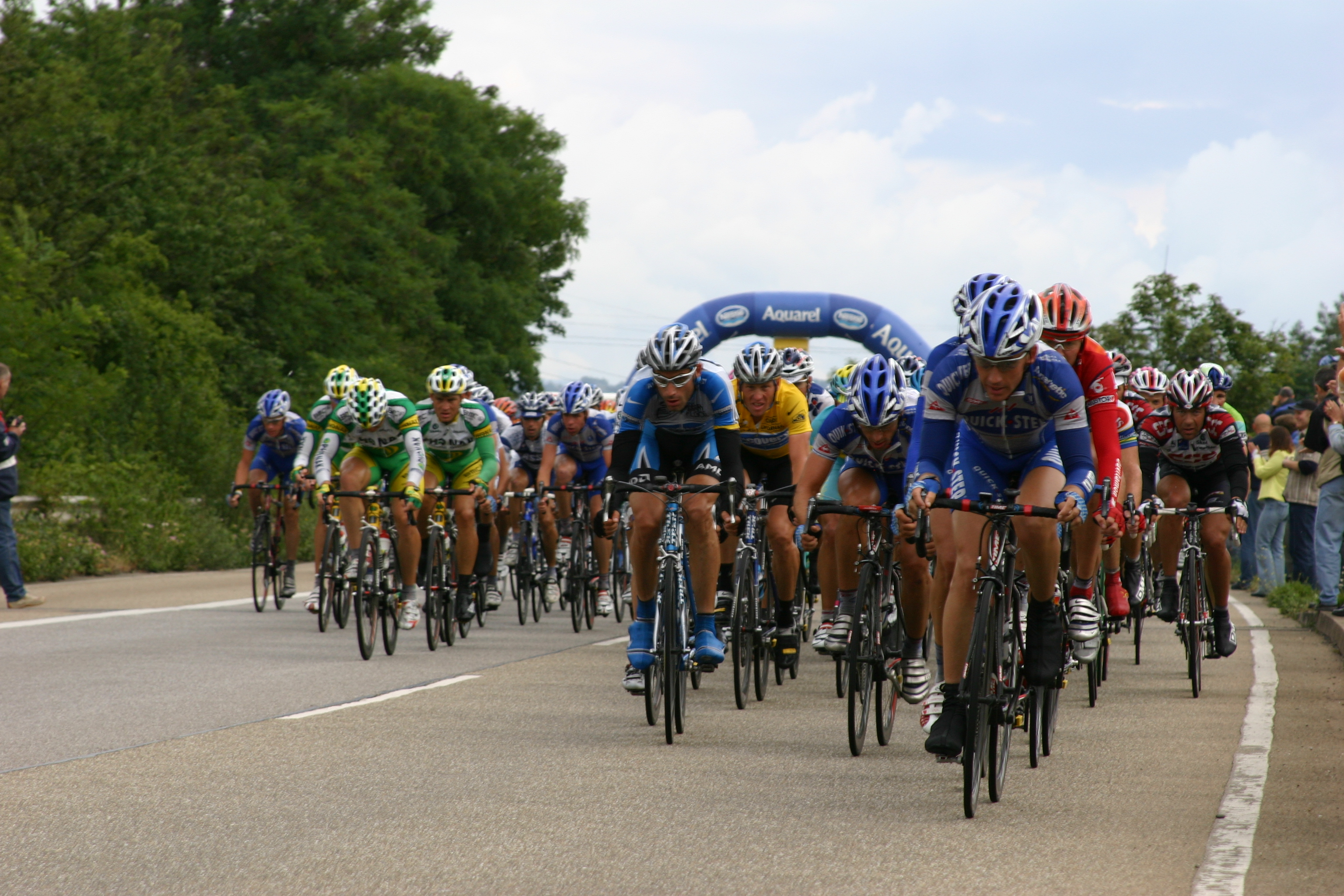
2005年环法自行车赛中的大部队

大部队（法語：peloton）是指在公路自行车赛中一大队选手一同骑行。通过此方式骑行，选手间相互靠近，能够凭借前面选手的气流进行牵引，以减少空气阻力，从而帮助选手节省体力。此方式产生的效果十分明显，如果在一个组织得当的团队中骑行，可以省下约40%的能量。
当选手突然加速而进入领骑集团，被称为脱离（break away）大部队。